# Dudley Adams
Dudley Adams (* 1762; † 1830) war ein englischer Instrumentenhersteller in London.
Sein Vater war der Globen-Hersteller George Adams Senior (1704–72), sein Bruder war George Adams, Jr. (1750–95). Nach dem Tod des Vaters führten die Brüder das Familienunternehmen weiter und wurden Instrumentenbauer.
1797 konstruierte Adams eine verbesserte Version der Stirnreifenbrille mit einem um die Stirn gelegten Metallstreifen, von dem die Gläser herabhingen. Er beachtete hierbei die Entfernung zwischen den beiden Mittelpunkten der Pupillen. Bei seinem Patent wurden erstmals die Ohren als Brillenhalt verwendet. Im Mai 1800 ließ er ein portables Teleskop patentieren. 1813 machte er Bankrott.